# Magnus Jernemyr
Magnus Jernemyr és un jugador d'handbol suec (18 de juny de 1976), Orsa, (Suècia).
Juga amb el F.C.Barcelona d'handbol a la Lliga ASOBAL, té una alçada de 2,00 m.